# Mané Esnal
José Manuel Esnal Pardo (Valmaseda, Vizcaya, 25 de marzo de 1950), conocido como Mané, es un exentrenador español de fútbol que ha dirigido equipos en la Primera y la Segunda División de España. El último equipo al que dirigió fue el Real Club Deportivo Espanyol, en la temporada 2008-09.

## Biografía

### Inicios
El técnico vasco empezó su trayectoria en el equipo de su ciudad natal, Valmaseda, entrenando al SD Balmaseda FC a principios de la década de los 80, en la que también entrenó al Barakaldo Club de Fútbol, al Sestao Sport y al Deportivo Alavés (equipo en el que llegó a su mejor versión llegando a una legendaria final de UEFA en el 2001 que perdió frente al Liverpool F.C con un resultado de 5-4).

### UE Figueres
Sin embargo, el primer éxito le llegó a cargo de la Unió Esportiva Figueres, donde consiguió ascender al equipo catalán de Segunda B a la categoría de plata en 1986.

### UE Lleida
Este éxito le llevó hasta la Unió Esportiva Lleida en 1988, club en el que también disfrutó de diversos ascensos y en el que estuvo 7 años. En la temporada 1989-90 fue campeón de su grupo de Segunda División B, ascendiendo a Segunda División A; y en la 1992-93 ganó el campeonato de Segunda División, llevando al equipo hasta la máxima categoría del fútbol español. Sin embargo, pese a que logró derrotar al Real Madrid y al FC Barcelona en su regreso a Primera División, no pudo mantener al conjunto catalán en la élite. Se marchó del club tras acabar en 3.ª plaza en Segunda División en la temporada 1994-95, siendo eliminados por el Sporting de Gijón en la promoción de ascenso.

### RCD Mallorca
En noviembre de 1995, firmó por el RCD Mallorca; pero fue destituido en enero de 1996, tras solo 13 partidos al frente del conjunto insular (5 victorias, 3 empates y 5 derrotas).

### Levante UD
En la temporada 1996-97, dirigió al recién ascendido Levante UD, finalizando como 9.º clasificado en la categoría de plata.

### Deportivo Alavés
Sus mejores temporadas tuvieron lugar en el banquillo de Mendizorroza, donde desembarcó en 1997. Condujo al Deportivo Alavés desde el fondo de la Segunda División española a ascender a la máxima categoría y jugar las semifinales de Copa del Rey en 1998. Posteriormente, se clasificó para la Copa de la UEFA y alcanzó la final de la segunda competición continental, que perdió en la prórroga por 4 a 5 frente al Liverpool de Gérard Houllier, en el Westfalenstadion de Dortmund, el 16 de mayo de 2001. Abandonó la entidad en abril de 2003, poco antes de consumarse el descenso del equipo vitoriano.

### Levante UD
En la temporada 2005-2006, sustituyó a José Luis Oltra en el banquillo del Levante UD tras disputarse las 10 primeras jornadas del campeonato de Segunda División. A pesar de protagonizar una temporada irregular en su vuelta al club valenciano, estando cerca del cese en más de una ocasión a lo largo del año; consiguió el ascenso con el equipo granota, situándolo nuevamente en la élite del fútbol español. No obstante, el éxito no le valió la renovación.

### Athletic Club
Fue entrenador del Athletic Club, tras la destitución del anterior entrenador, Félix Sarriugarte, en la mayor parte de la temporada 2006-2007. Con Mané al mando, el conjunto vasco consiguió mantener la categoría, único objetivo que se le había marcado tras un inicio de liga muy negativo. Fue sustituido por Joaquín Caparrós para la próxima temporada.

### RCD Espanyol
El 1 de diciembre de 2008, Mané llegó al RCD Espanyol en sustitución de "Tintín" Márquez, aunque apenas estuvo un mes y medio en el banquillo del Estadio Olímpico de Montjuïc, porque el 20 de enero de 2009 fue relevado del cargo tras no poder remontar la delicada situación del equipo blanquiazul. Durante su etapa en el banquillo del conjunto catalán solo consiguió 3 empates y 3 derrotas en 6 partidos de Liga, aunque logró clasificarlo para los cuartos de final de la Copa del Rey, eliminando al Polideportivo Ejido (3-2 en El Ejido y 1-0 en Barcelona).

## Estilo
Su estilo se basa en un 5-3-2, con presión asfixiante en medio campo y defensa muy cerrada en torno al portero. Entrena con especial esmero la defensa al fuera de juego de los saques de falta y los mano a mano.

## Clubes
| Club             | País   | Año       |
| ---------------- | ------ | --------- |
| Barakaldo C. F.  | España | 1980-1982 |
| Sestao S. C.     | España | 1982-1984 |
| Deportivo Alavés | España | 1984-1985 |
| U. E. Figueres   | España | 1985-1987 |
| U. E. Lleida     | España | 1988-1995 |
| R.C.D. Mallorca  | España | 1995-1996 |
| Levante U. D.    | España | 1996-1997 |
| Deportivo Alavés | España | 1997-2003 |
| Levante U. D.    | España | 2005-2006 |
| Athletic Club    | España | 2006-2007 |
| R.C.D. Espanyol  | España | 2008-2009 |